# Tourouvre
Pour les articles homonymes, voir Tourouvre (homonymie).
Tourouvre est une ancienne commune française, située dans le département de l'Orne en région Normandie, devenue le 1er janvier 2016 une commune déléguée au sein de la commune nouvelle de Tourouvre au Perche.
Elle est peuplée de 1 507 habitants.

## Géographie
La commune se situe dans la région naturelle du Perche et appartient au canton de Tourouvre au Perche dans l'arrondissement de Mortagne-au-Perche.
| Bubertré (comm. nouv. de Tourouvre au Perche)   | Bresolettes (comm. nouv. de Tourouvre au Perche, par un angle), Randonnai (comm. nouv. de Tourouvre au Perche, par un angle), La Poterie-au-Perche (comm. nouv. de Tourouvre au Perche) | La Ventrouze                                   |
| Bubertré (comm. nouv. de Tourouvre au Perche)   | Tourouvre | L'Hôme-Chamondot                               |
| Bivilliers (comm. nouv. de Tourouvre au Perche) | Feings, Autheuil (comm. nouv. de Tourouvre au Perche) | Malétable (comm. nouv. de Longny les Villages) |

## Toponymie
Le nom de la localité est attesté sous la forme latinisée Tortum Robur en 1160.
De l'ancien français tors « tordu » et du bien connu rouvre « chêne rouvre », sorte de chêne.
Homonymie avec le Torquesne (Calvados), avec la forme dialectale quêne « chêne ». Analogie avec Torfou « hêtre tordu » et peut-être Tordouet, « ruisseau sinueux ».
Le gentilé est Tourouvrain.

## Histoire

### Antiquité
La hameau de Mézières — en ancien français « ruines » — a révélé un lieu de production de fer de l'époque gallo-romaine.

### Moyen Âge
La paroisse faisait partie du comté du Perche, principauté traditionnelle sur laquelle s'est d'abord exercée l'autorité des seigneurs de Mortagne à laquelle a été rattachée la seigneurie du Perche, plus tard unie à la la maison de Nogent-le-Rotrou, puis à la celle de Châteaudun. Ces familles étaient toutes plus ou moins apparentées à celle des Rorgonides, descendante de la noblesse franque du Maine. C'est à partir de Rotrou II, vicomte de Châteaudun que l'on commence à parler de comtes du Perche. C'est un comté tampon entre le domaine royal et la Normandie jusqu'au début du XIIIe siècle. Sur le plan juridique, Tourouvre était soumise à la coutume du Perche, proche du celle du pays de Chartres et de l'Orléanais. C'est seulement avec la révolution française et la création des départements qu'elle est incluse dans celui de l'Orne dont la majeure partie des paroisses étaient traditionnellement sises dans le duché de Normandie.

### Époque moderne
Le bourg de Tourouvre a été au XVIIe siècle le principal foyer de l'émigration française au Canada. Pour le géographe français Élisée Reclus (1830-1905), il est même « le lieu d'Europe qui a contribué, pour la plus grande part, au peuplement du Nouveau Monde », avec au moins 48 percherons émigrés au XVIIe siècle. Madame Pierre Montagne a sauvé les registres notariés de Tourouvre et les a déchiffrés. Un livre, Tourouvre et les Juchereau donne l'inventaire de tous les contrats de départ de ces Tourouvrains et permet de les situer dans l'histoire locale avant leur départ. Tourouvre a été naturellement choisi pour accueillir la maison de l’Émigration française au Canada qui a ouvert ses portes au public le 1er octobre 2006 et la commune est jumelée depuis le 8 septembre 1985 avec Saint-Laurent-de-l'Île-d'Orléans au Québec, là où plusieurs de ses émigrants ont fait souche.
Deux vitraux et plusieurs plaques à l'intérieur de l'église Saint-Aubin de Tourouvre rappellent l'émigration tourouvraine au Canada. Sur la plaque apposée par l'Association Perche-Canada à la mémoire des émigrants du XVIIe siècle, on peut y lire, entre autres, le nom de Jean Guyon, ancêtre de la chanteuse Céline Dion, et celui de Julien Mercier dont l'arrière-petit-fils Honoré Mercier (1840-1894) fut Premier ministre de la province de Québec (1887-1891). Un vitrail de l'église Saint-Aubin évoque la visite de ce célèbre descendant en mai 1891 en terre de ses ancêtres.

### Époque contemporaine
Au début du XXe siècle, le patron de la verrerie payait les ouvriers en monnaie de billon, qui leur permettait de payer les commerçants de la commune, que ces derniers devaient retourner à la verrerie. Au retour, la verrerie appliquait une décote de 10 %, évidemment répercutée par les commerçants. Les ouvriers perdaient donc 15 % de leur salaire par ces opérations,.
Le 13 août 1944, lors de la bataille de Normandie, alors que les troupes allemandes se replient et que les Américains sont tout proches, des éléments de la division SS Hitlerjugend, occupants de Tourouvre depuis le mois d'avril, massacrent dix-huit personnes et incendient une partie du village. Deux odonymes locaux (« rue du 13-Août-1944 » et « cour du 13-Août-1944 ») rappellent cet événement.
Le 1er janvier 2016, Tourouvre intègre avec neuf autres communes la commune de Tourouvre au Perche créée sous le régime juridique des communes nouvelles instauré par la loi no 2010-1563 du 16 décembre 2010 de réforme des collectivités territoriales. Les communes d'Autheuil, Bivilliers, Bresolettes, Bubertré, Champs, Lignerolles, La Poterie-au-Perche, Prépotin, Randonnai et Tourouvre deviennent des communes déléguées et Tourouvre est le chef-lieu de la commune nouvelle.
Fin mai 2020, à l'issue du conseil municipal d'installation, Franck Poirier (Divers Gauche) est élu maire de Tourouvre bien qu'il ne soit pas issu de la commune.

## Héraldique
| Blason de Tourouvre | Blason  | Coupé, au premier d'azur aux trois rencontres de vache d'or ordonnés 2 et 1, au second d'or à la tige de trois feuilles d'érable de sinople. |
| Blason de Tourouvre | Détails | |

## Politique et administration

### Administration municipale
| Période                                  | Période       | Identité        | Étiquette      | Qualité |
| ---------------------------------------- | ------------- | --------------- | -------------- | --- |
| 1965 (?)                                 | mars 1977     | André Durand    | DVD puis RPR   | Conseiller général |
| mars 1977                                | 1989          | Jacques Nortier |                | Éducateur technique spécialisé |
| 1989                                     | décembre 2015 | Guy Monhée      | DVD            | Chef d'entreprise, conseiller général (1994-2015), vice-président du conseil général, président de la communauté de communes du Haut-Perche |
| mai 2020                                 | En cours      | Franck Poirier  | Sans étiquette | Chargé de recherche et développement |
| Les données manquantes sont à compléter. |               |                 |                | |

Le conseil municipal était composé de dix-neuf membres dont le maire et quatre adjoints. Onze de ces conseillers intègrent le conseil municipal de Tourouvre au Perche le 1er janvier 2016 jusqu'en 2020 et Guy Monhée devient maire délégué de Tourouvre et est élu maire de Tourouvre-au-Perche.

## Démographie
En 2021, la commune comptait 1 507 habitants. Depuis 2004, les enquêtes de recensement dans les communes de moins de 10 000 habitants ont lieu tous les cinq ans (en 2007, 2012, 2017, etc. pour Tourouvre) et les chiffres de population municipale légale des autres années sont des estimations.
Tourouvre a compté jusqu'à 2 034 habitants en 1851.
| 1793  | 1800  | 1806  | 1821  | 1836  | 1841  | 1846  | 1851  | 1856  |
| ----- | ----- | ----- | ----- | ----- | ----- | ----- | ----- | ----- |
| 1 659 | 1 567 | 1 913 | 1 887 | 1 983 | 1 963 | 1 958 | 2 034 | 1 934 |

| 1861  | 1866  | 1872  | 1876  | 1881  | 1886  | 1891  | 1896  | 1901  |
| ----- | ----- | ----- | ----- | ----- | ----- | ----- | ----- | ----- |
| 1 908 | 1 933 | 1 828 | 1 805 | 1 852 | 1 818 | 1 705 | 1 660 | 1 592 |

| 1906  | 1911  | 1921  | 1926  | 1931  | 1936  | 1946  | 1954  | 1962  |
| ----- | ----- | ----- | ----- | ----- | ----- | ----- | ----- | ----- |
| 1 592 | 1 592 | 1 468 | 1 609 | 1 505 | 1 382 | 1 404 | 1 445 | 1 581 |

| 1968  | 1975  | 1982  | 1990  | 1999  | 2007  | 2011  | 2016  | 2020  |
| ----- | ----- | ----- | ----- | ----- | ----- | ----- | ----- | ----- |
| 1 641 | 1 703 | 1 627 | 1 633 | 1 636 | 1 651 | 1 612 | 1 558 | 1 514 |

## Lieux et monuments

### Église Saint-Aubin
L'église Saint-Aubin, d'origine romane, est inscrite au titre des monuments historiques par arrêté du 31 mai 1991. Le maitre-autel, un autel latéral, une crédence et des vitraux sont classés au titre objet.

#### Vitraux
L'église Saint-Aubin est notamment ornée des vitraux suivants :
- deux vitraux du XVIe siècle, Les Disciples d'Emmaüs et La Légende de saint Hubert, classés en 1905 au titre objet aux monuments historiques ;
- neuf vitraux de 1892-1893, réalisés par les ateliers Lorin de Chartres, sont répertoriés à l'Inventaire général du patrimoine culturel (IGPC) ;
- un vitrail de 1948, réalisé par Max Ingrand, également répertorié à l'IGPC.

L'église Saint-Aubin
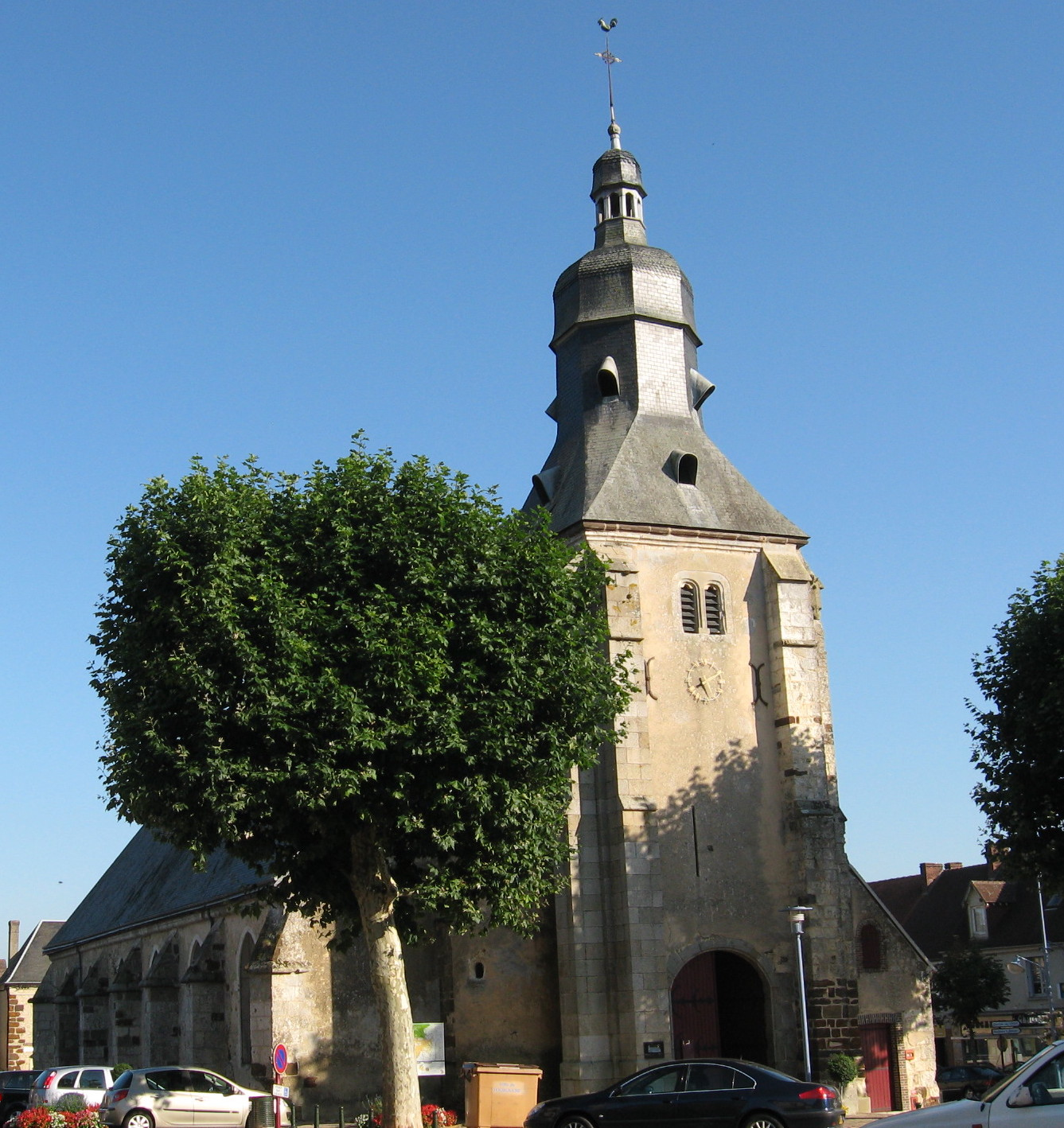
L'entrée du clocher-porche.
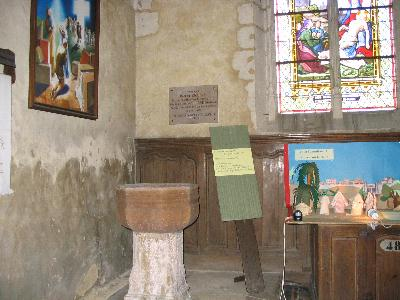
Les fonts baptismaux à Saint-Aubin.
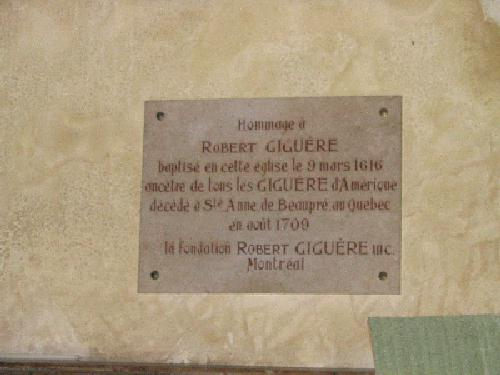
Plaque commémorative dans l'église.
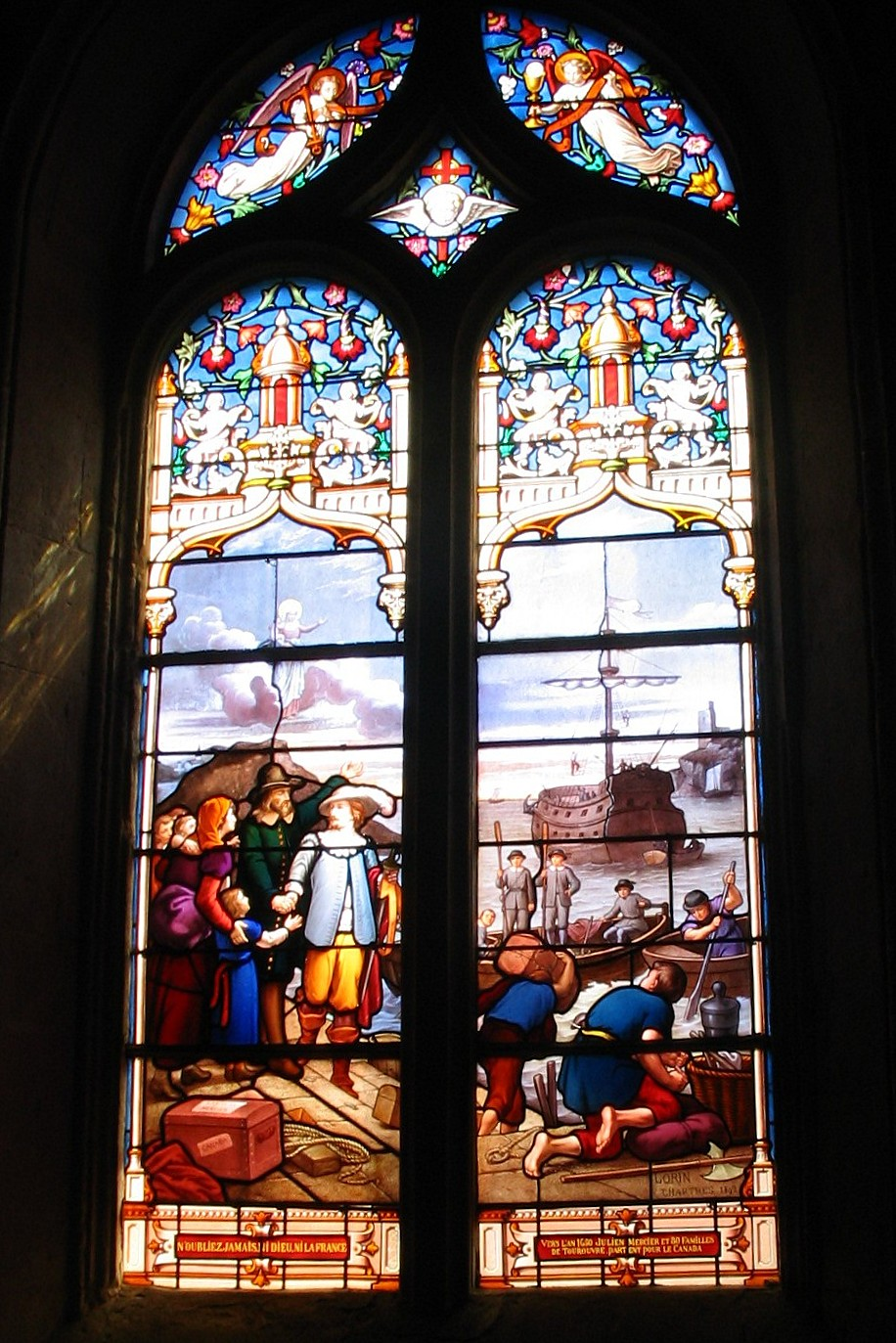
Départ de Julien Mercier pour l'Amérique. Vitrail financé par Honoré Mercier.
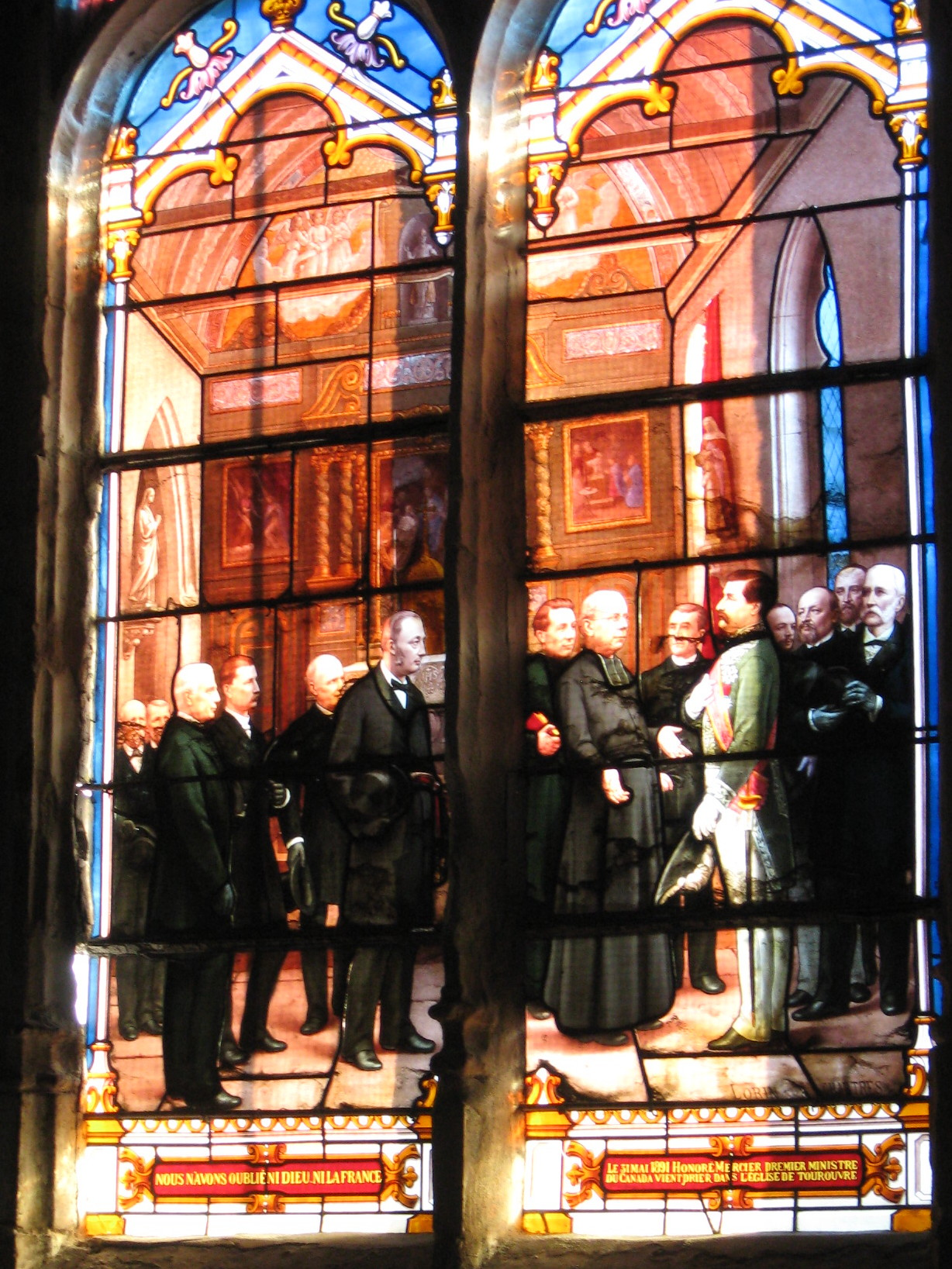
Visite à Tourouvre d'Honoré Mercier, Premier Ministre du Québec de 1887 à 1891.

### Autres lieux et monuments
- Presbytère du XVIIIe siècle. Il s'agit du pavillon de l'ancien château, détruit au XIXe siècle. Vers 1855, la commune achète ce bâtiment à la famille Mongréville pour y loger le curé en 1861. Ce fut le presbytère de la paroisse Sainte-Anne du Perche[20] jusqu'à sa revente à un particulier en 2018.
- Manoir de Bellegarde, en partie du XVe siècle, partiellement inscrit au titre des monuments historiques par arrêté du 30 mars 1978[21].
- Vestiges d'un camp romain signalé à Saint-Gilles. Il se présente sous la forme d'une plate-forme rectangulaire de 68 × 59 mètres de côté qui est ceinturé par des talus de terre haut d'un à deux mètres par rapport à l'intérieur et d'un fossé de un à deux mètres de profondeur. Le rempart ouest est interrompue en son centre par une ouverture (porte)[22].
- La route départementale D 5 (dite route de Mortagne) qui relie le village à la RN 12[23], a été la première route au monde productrice d'électricité[24]. En octobre 2016, furent lancés les travaux pour recouvrir une demi-chaussée sur 1 km de dalles photovoltaïques conçues par l’entreprise Colas et fabriquées dans la commune par la société SNA[24]. En mai 2024, la route est détruite par manque de rentabilité de production électrique et de multiples problèmes de maintenance[25].

## Activité, labels et manifestations

### Labels
La commune a obtenu le label Village étape en 2013.
La commune est une ville fleurie (deux fleurs) au concours des villes et villages fleuris.

### Jumelages
La commune de Tourouvre est depuis 1977 jumelée avec la municipalité allemande de Freiensteinau et la ville autrichienne de Herzogsdorf depuis 1982.

### Sport
L'Association de l'Étoile du Perche fait évoluer une équipe de football en ligue de Basse-Normandie et une seconde en division de district.

## Personnalités liées à la commune
- Robert Giffard (vers 1589-1668), apothicaire à Tourouvre ; un des pionniers de la Nouvelle-France, il organisa à partir de 1634 un mouvement d'émigration duquel sont issues plusieurs des grandes familles québécoises dont Jean Guyon (1592-1664), ancêtre de la famille Dion d'où est issu la chanteuse Céline Dion (voir maison de l’Émigration française au Canada).
- Robert Giguère (Tourouvre, 1616 - 1709), pionnier en Nouvelle-France.
- Julien Mercier (Tourouvre, 1621 - 1676), pionnier en Nouvelle-France.
- Gervais-François Magné de Marolles (1727-1792), chasseur et bibliographe érudit.
- Gabriel Vaugeois (1753-1836), homme politique.